# Úrvalsdeild Karla 1947
La Úrvalsdeild Karla 1947 fue la 36.ª edición del campeonato de fútbol islandés. El campeón fue el Fram, que ganó su decimotercer título.

## Tabla de posiciones
|   | Equipo          | PJ | PG | PE | PP | GF | GC | DG | Pts |
| - | --------------- | -- | -- | -- | -- | -- | -- | -- | --- |
| 1 | Fram Reykjavik  | 4  | 3  | 1  | 0  | 7  | 4  | +3 | 7   |
| 2 | Valur Reykjavik | 4  | 3  | 0  | 1  | 8  | 2  | +6 | 6   |
| 3 | KR Reykjavik    | 4  | 2  | 1  | 1  | 8  | 6  | +2 | 5   |
| 4 | Víkingur        | 4  | 0  | 1  | 3  | 4  | 7  | -3 | 1   |
| 5 | ÍA              | 4  | 0  | 1  | 3  | 3  | 11 | -8 | 1   |